# Raffinerie de Puertollano
 (août 2018).
Si vous disposez d'ouvrages ou d'articles de référence ou si vous connaissez des sites web de qualité traitant du thème abordé ici, merci de compléter l'article en donnant les références utiles à sa vérifiabilité et en les liant à la section « Notes et références ».

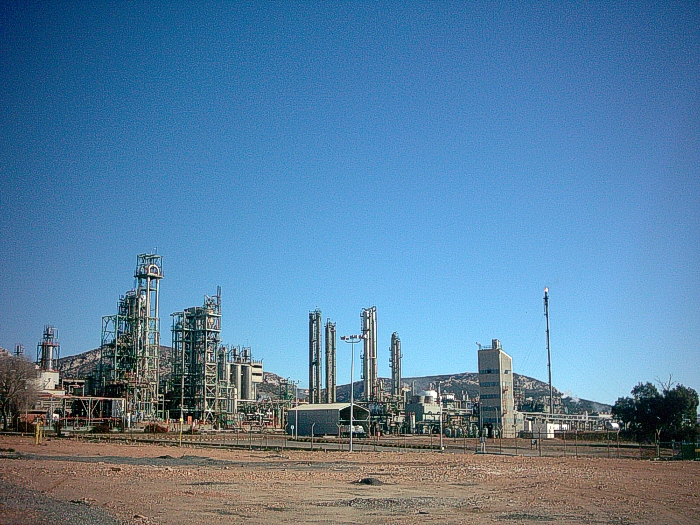
Vue de la raffinerie.

La raffinerie de Puertollano est une raffinerie de pétrole de l'entreprise Repsol située dans la ville de Puertollano, dans la province de Ciudad Real, l'Espagne. Elle est étendue sur 320 hectares et est reliée par oléoduc à la côte méditerranéenne et atlantique, sur plusieurs centaines de kilomètres.

## Histoire

Plan du réseau d'oléoducs en Espagne et la position de la raffinerie de Puertollano.

Inaugurée en 1966, le site comptait déjà sur des anciennes mines de charbon et un savoir-faire avec des produits proche du pétrole était déjà présent sur le site.